# مارك إدواردز
مارك إدواردز هو عازف هاربسكورد كندي، ولد في 1986 في تورونتو في كندا.

## وصلات خارجية
- مارك إدواردز على موقع ميوزك برينز (الإنجليزية)